# Гре
Гре (фр. Gray) — коммуна во Франции, находится в регионе Франш-Конте. Департамент — Верхняя Сона. Административный центр кантона Гре. Округ коммуны — Везуль.
Код INSEE коммуны — 70279.

## География
Коммуна расположена приблизительно в 290 км к юго-востоку от Парижа, в 40 км северо-западнее Безансона, в 50 км к юго-западу от Везуля.
На севере коммуны протекает река Сона.

## Население
Население коммуны на 2010 год составляло 6016 человек.
| 1962 | 1968 | 1975 | 1982 | 1990 | 1999 | 2010 |
| ---- | ---- | ---- | ---- | ---- | ---- | ---- |
| 6995 | 7789 | 8805 | 7723 | 6916 | 6772 | 6016 |

## Экономика
В 2010 году среди 3553 человек трудоспособного возраста (15—64 лет) 2394 были экономически активными, 1159 — неактивными (показатель активности — 67,4 %, в 1999 году было 67,0 %). Из 2394 активных жителей работали 2028 человек (1138 мужчин и 890 женщин), безработных было 366 (168 мужчин и 198 женщин). Среди 1159 неактивных 343 человека были учениками или студентами, 285 — пенсионерами, 531 были неактивными по другим причинам.

## Музеи
В Гре есть три музея:
- Музей Барона-Мартена, 6 Rue Pigalle. В коллекциях музея среди прочего хранится более сотни гравюр и офортов Альбера Бенара[3], а также большая коллекция рисунков Прюдона[4].

- Музей естественной истории Гре, Place de la Sous-Préfecture. С середины XIX века музей пополнялся различными коллекциями: камнями и минералами, окаменелостями[5], чучелами животных, печатными формами «Естественной истории» Бюффона, гербариями (в том числе представлены «Гербарий кантона Гре» и «Общий гербарий» ботаника Рене Шарля Жозефа Мэра, члена Института Франции)[6][7].

- Национальный музей эсперанто (эсп. Nacia Esperanto Muzeo) — единственный музей эсперанто во Франции. Здесь собраны архивы и документы, имеющие отношение к эсперанто. Музей создан в 1977 году Жео Жюнье, в его фонде представлены 6000 книг, 1400 различных журналов из многих стран, кассеты, плакаты и другие предметы, связанные с универсальным языком[8].

## Фотогалерея
- Базилика Нотр-Дам
- Река Сона
- Здание суда